# Holland (Iowa)
Holland è un comune degli Stati Uniti d'America, situato nello Stato dell'Iowa, nella contea di Grundy.